# IC 4970
IC 4970 — галактика типу E-S0 (еліптична спіральна галактика) у сузір'ї Павич.
Цей об'єкт міститься в оригінальній редакції індексного каталогу.